# Spider-Man: Napříč paralelními světy
Spider-Man: Napříč paralelními světy (v anglickém originále Spider-Man: Across the Spider-Verse) je americký počítačem animovaný film z roku 2023, který je pokračováním filmu Spider-Man: Paralelní světy z roku 2018.

## Obsazení
- Shameik Moore jako Miles Morales / Spider-Man
- Hailee Steinfeld jako Gwen Stacy / Spider-Woman
- Oscar Isaac jako Miguel O'Hara / Spider-Man 2099
- Jake Johnson jako Peter B. Parker / Spider-Man
- Issa Rae jako Jessica Drew / Spider-Woman
- Brian Tyree Henry jako Jefferson Davis
- Luna Lauren Vélez jako Rio Morales
- Jason Schwartzman jako Jonathan Ohnn / The Spot
- Karan Soni jako Pavitr Prabhakar / Spider-Man India
- Daniel Kaluuya jako Hobie Brown / Spider-Punk

Cameo role:
- Mahershala Ali jako Aaron Davis ze Země-42
- Shea Whigham jako George Stacy ze Země-65
- Jorma Taccone jako renesanční verzi postavy Adriano Tumino / Vulture; a Peter Parker / Spider-Man ze Země-67
- Jharrel Jerome jako Miles G. Morales / The Prowler ze Země-42
- Andy Samberg jako Ben Reilly / Scarlet Spider
- Amandla Stenberg jako Margo Kess / Spider-Byte
- Nicolas Cage jako Peter Parker / Spider-Man Noir (archivní záznam)
- Donald Glover jako Aaron Davis / Prowler z Marvel Cinematic Universe